# Чула Виста
Чула Виста (енгл. Chula Vista) град је у америчкој савезној држави Калифорнија. По попису становништва из 2010. у њему је живело 243.916 становника.

## Демографија
Према попису становништва из 2010. у граду је живело 243.916 становника, што је 70.360 (40,5%) становника више него 2000. године.
|                   | 2010.            | 2000.            |
| Укупно            | 243 916 (100,0%) | 173 556 (100,0%) |
| Хиспаноамериканци | 142 066 (58,24%) | 86 073 (49,59%)  |
| Белци             | 49 641 (20,35%)  | 55 042 (31,71%)  |
| Азијати           | 35 042 (14,37%)  | 19 063 (10,98%)  |
| Афроамериканци    | 11 219 (4,600%)  | 8 022 (4,622%)   |
| Остали            | 5 948 (2,439%)   | 5 356 (3,086%)   |